# Jamila Ksiksi
Jamila Ksiksi, all'anagrafe Jamila Debbech Ksiksi (in arabo جميلة دبش كسيكسي‎?; Médenine, 14 agosto 1968 – Sfax, 19 dicembre 2022), è stata una politica tunisina, membro dell'Assemblea dei rappresentanti del popolo dal 26 ottobre 2014 al 25 luglio 2021.

## Biografia
Nata a Médenine, in Tunisia, nel 1968, Jamila si diplomò nel 1990 a un liceo tecnico della città; dopodiché frequentò l'Istituto superiore di Tunisi dove acquisì un ulteriore diploma di tecnico superiore nel 1992. Successivamente conseguì un master in contabilità nel 2001 all'Istituto di studi commerciali superiori di Cartagine.

### Carriera
Jamila Ksiksi fondò insieme ad altri l'Associazione culturale Al Qāf; inoltre fu presidente della rete dei poli civili per lo sviluppo e i diritti umani, oltre ad essere tesoriera del Centro di studi "Islam e democrazia".
Attivista della società civile, Ksiksi si impegnò nei settori dei diritti umani e delle donne, della lotta alla corruzione, del buon governo e della trasparenza. 
Attiva nel partito islamista Ennahdha, Jamila Ksiksi venne eletta deputata all'Assemblea dei rappresentanti del popolo nelle elezioni del 26 ottobre 2014 come rappresentante del governatorato di Ariana.

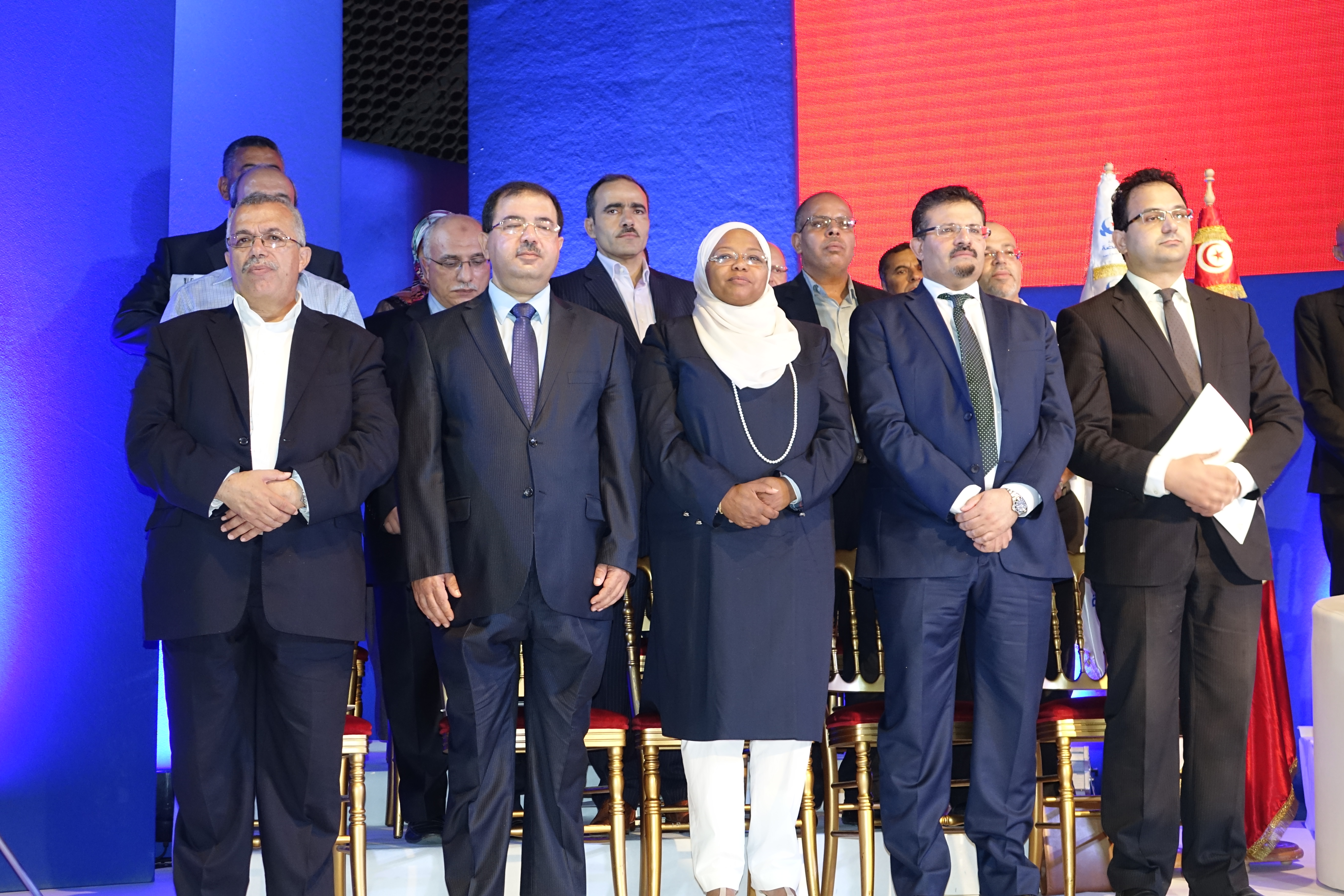
Jamila Ksiksi ad una riunione del partito Ennahda in vista delle elezioni del 2014

Durante il suo mandato, evocò la problematica della discriminazione razziale, sostenendo inoltre l'adozione da parte dell'Assemblea dei rappresentanti del popolo di una legge per la lotta a questo fenomeno.
Nel 2015 venne inoltre eletta al Parlamento panafricano.
Il 25 settembre 2021, a seguito di tensioni interne al partito, il suo nome apparve nella lista dei firmatari di una dimissione collettiva del partito Ennahda. Uscì quindi dal partito.
Nel giugno 2022 entrò a far parte di un nuovo partito, denominato Lavoro e realizzazione.

### Morte
Morì insieme alla sorella in un incidente d'auto il 19 dicembre 2022, mentre percorrevano l'autostrada A1 nei pressi della città di Sfax.